# Макдональд, Джулия
Джулия Мари Макдональд (англ. Julie Maree McDonald; род. 14 марта 1970 года, Квинсленд, Австралия) – австралийская пловчиха. Специализируется в плавании вольным стилем на средних дистанциях (200, 400, и 800 метров), а также на спине в ранней карьере.
Дебютировала в составе сборной страны на Играх Содружества 1986 году и выиграла серебряную медаль в 800 метров. Она также участвовала в 800 метров в Олимпийских играх 1988 году, и завоевала только медаль среди Австралии женщин. В Олимпийских играх 1992 году она не прошла в финале в 400 и 800 метров.